# 小谷村
小谷村（日语：／ Otari mura */?）是日本長野縣北安曇郡的村，屬於特別豪雪地帶。是滑雪的名地，冬季時大型滑雪場吸引大量遊客前來。

## 地理
小谷村位於長野縣的西北端，有姬川流經，且境內分屬兩個國立公園。東部屬於妙高戶隱連山國立公園，有雨飾山等屬於頸城山塊之海拔約2000公尺的山峰；西部則為蓋中部山岳國立公園，有白馬連峰中海拔約2500公尺的山峰。戰前這裡曾有金礦山——地藏礦山，於2013年重新開採，成為日本少數的金礦山之一。
位處靜岡—糸魚川構造線上，轄區地形呈現峽谷狀，地質條件脆弱，容易發生地層滑動、山崩等土石災害，過去曾有多次大規模災害。
全村面積的88%被森林覆蓋，耕地不到3%，同時也擁有廣闊的栂池高原。

## 交通

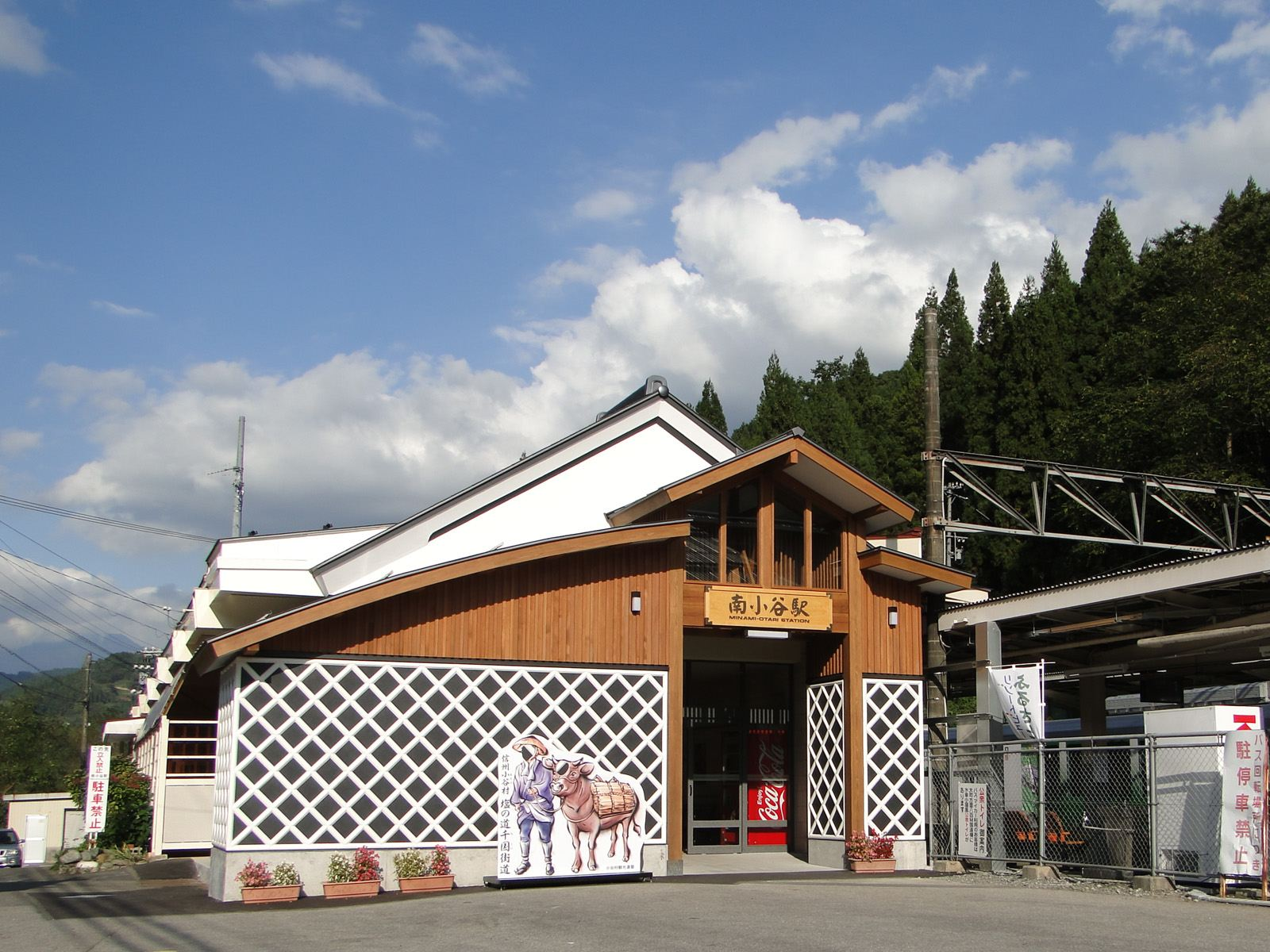
JR大糸線南小谷站

### 鐵路
東日本旅客鐵道（JR東日本）及西日本旅客鐵道（JR西日本）
- 大糸線：白馬大池站 - 千國站 - 南小谷站 - 中土站 - 北小谷站

中心車站為南小谷站。南小谷站以北（千國、松本方向）屬於JR東日本，以南（中土、糸魚川方向）則屬於JR西日本。小谷村是長野縣內唯一有JR西日本路線通過的市町村。
1982年（昭和57年），特急列車「梓」開始停靠南小谷站，但自2025年3月14日起，已無特急列車停靠南小谷站。

### 巴士
- 小谷村營巴士

### 公路
村內沒有高速公路。從關東地區前往，經上信越自動車道長野交流道較為便利；從中部地區前往，則可經長野自動車道安曇野交流道；而從北陸、關西地區前往，經北陸自動車道糸魚川交流道則較為方便。村內設有道之驛小谷。此外，有計畫興建連接長野縣松本地區與新潟縣糸魚川地區的區域高規格道路「松本糸魚川聯絡道路（小谷道路）」。
國道
- 國道148號

縣道
- 長野縣道114號川尻小谷糸魚川線
- 長野縣道330號奉納中土停車場線
- 長野縣道433號千國北城線